# Аллофикоцианин

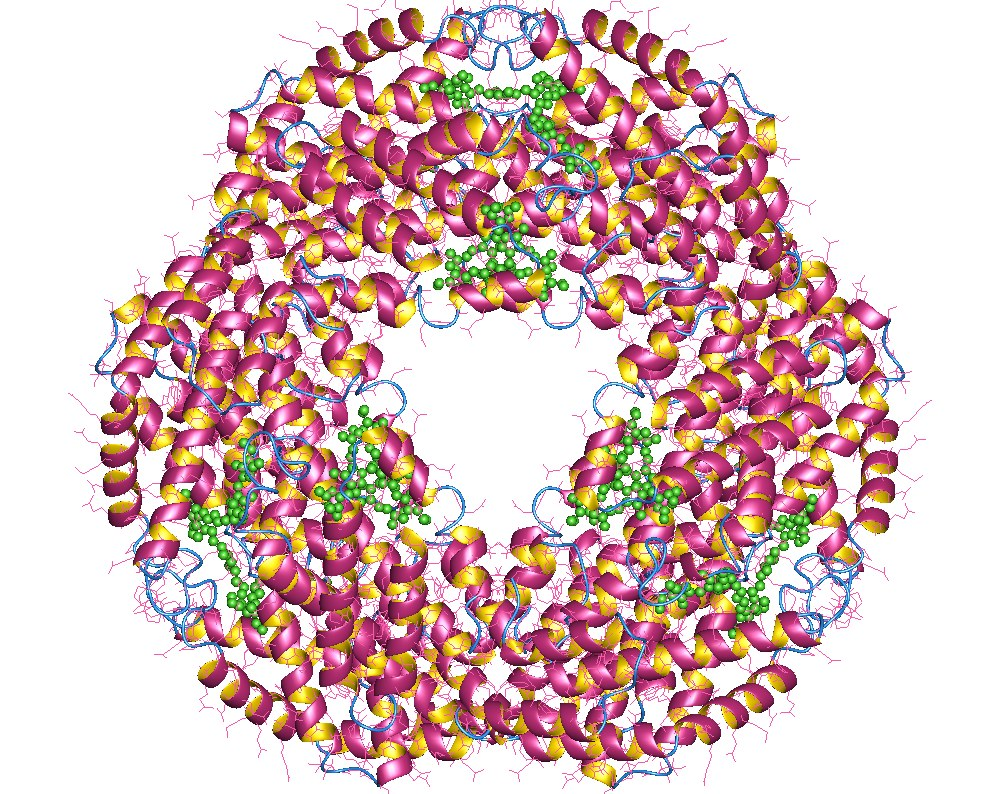
Структура аллоцианина из цианобактерии Gloeobacter violaceus.

Аллофикоцианин (от Греческого: ἄλλος (аллос) — «другой», φύκος (фикос) — «водоросль», и κυανός (кианос) — «голубой») — светособирающий белок из семейства фикобилипротеинов, в которое так же входят фикоцианин, фикоэритрин и фикоэритроцианин, и является вспомогательным пигментом для хлорофилла. Все фикобилипротеины растворимы в воде и следовательно не могут быть закреплены на мембране как каротиноиды, а вместо этого формируют закреплённые на мембране кластеры, называемые фикобилисомами. Аллофикоцианин поглощает и излучает красный свет (650 и 660 нм соответственно), и легко обнаруживается у цианобактерий и красных водорослях. Способность фикобилинов испускать свет используется в наборах иммунологического анализа. Аллофикоцианин довольно часто используют в проточной цитометрии, при счёте и сортировке клеток, и микроскопии. Для этого в него внедряют химическую сшивку.

## Строение
Аллофикоцианин можно выделить из разных видов красных или сине-зелёных водорослей, каждый из которых синтезирует свою, несколько отличающуюся от других форму этой молекулы. Белок состоит из двух типов субъединиц (α и β), каждая несёт по одной хромофорной группе фикоцианобилина. Общую формулу белка можно описать как (αβ)3. Молекулярная масса аллофикоцианина 105 кДа.

## Спектральные характеристики
| Максимум поглощения            | 652 нм            |
| Добавочный максимум поглощения | 625 нм            |
| Максимум излучения             | 657.5 нм          |
| Сдвиг Стокса                   | 5.5 нм            |
| Коэффициент экстинкции         | 2.4 x 105 M−1см−1 |
| Квантовый выход                | 0.68              |
| Яркость                        | 1.6 x 105 M−1см−1 |

Сшитый аллофикоцианин
Как упоминалось выше, чтобы использовать аллофикоцианин в иммунологическом анализе, его необходимо химически сшить, чтобы предотвратить диссоциацию его субъединиц, что довольно часто происходит в стандартных физиологических буферах. Традиционным методом для этого служит смешивание с 1-этил-3-(3-диметиламинопропил)карбодиимидом — мощным сшивочным агентом. Затем его обрабатывают восьми молярным раствором мочевины, а затем дают ренатурировать, но уже в физиологическом буфере. Такая процедура позволяет избавиться от несшившихся субъединиц. Существуют альтернативные способы, использование которых позволяет сохранить нативную структуру тримера и получить более яркий конечный продукт.